# センテンドレ

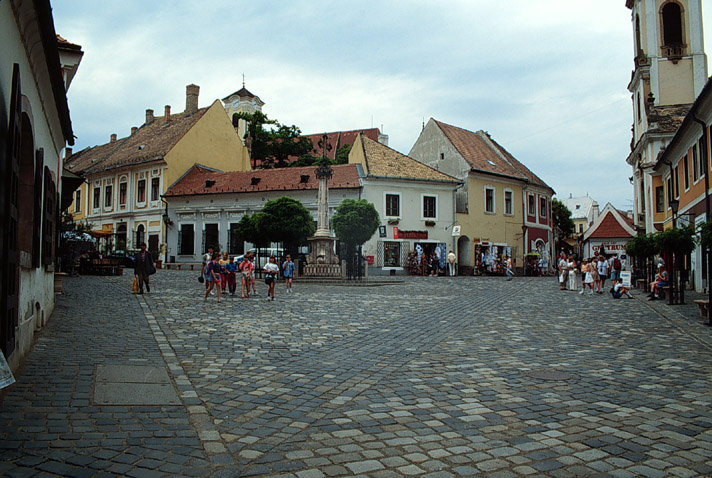
センテンドレのフェー広場

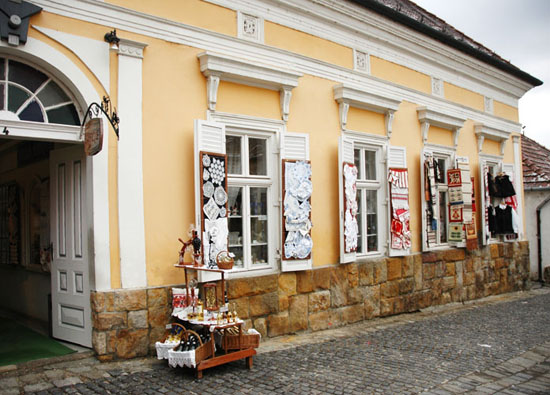
商店の窓

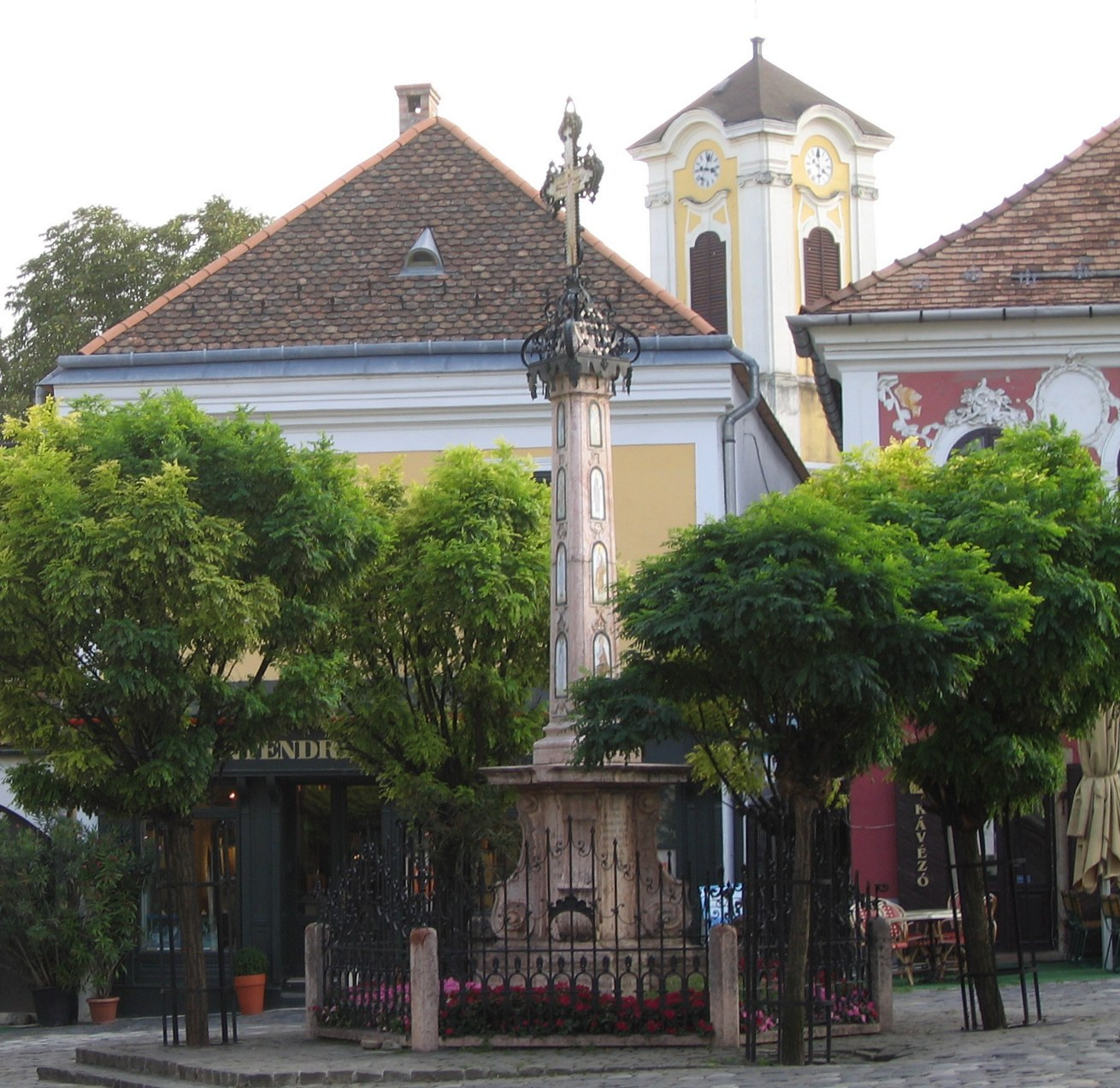
フェー広場

センテンドレ（ハンガリー語: Szentendre [ˈsɛnːtɛnːdrɛ]、セルビア語: Сентандреја, Sentandreja、ドイツ語: Sankt Andrä、クロアチア語: Senandrija, Sendrija, Sendra、スロバキア語: Svätý Ondrej, Senondrej）とは、ハンガリー、ペシュト県にあるドナウ川沿いでかつブダペストに近い都市。

## 概要
センテンドレはブダペストのすぐ北にある都市であり、多くの博物館や画廊、芸術家で知られている。その美しい景観と利便な鉄道（ブダペスト郊外電車）、船舶でのアクセスによってブダペストを訪れる観光客の訪問先としても著名である。多くの土産物屋やレストランがこれら観光客を対象にして軒を構えている。 

## 名称
この都市の名称の初出は中世ラテン語でSanctus Andreas（アンドラーシュ1世か聖アンデレ修道院の名前に由来する）。ハンガリー語ではセンテンドレ (Szentendre) であるが、ドイツ語ではザンクト・アンドレ (Sankt Andrä)、セルビア語ではセンタンドレヤ (Сентандреја, Sentandreja)、スロバキア語ではセドンドレイ (Senondrej) だったが、ハンガリー語からの借用語であることが明白なので現在ではスヴァチー・オンドレイ (Svätý Ondrej) に言い改められている。

## 歴史
この地には千年以上の歴史があり、古代ローマではウルシシア・カストラ（Ulcisia Castra、狼の城の意）と呼ばれていた。16世紀にはハンガリーにおけるセルビア人の中心地と見做されていた。と言うのも当時この地には8つのセルビア正教会の教会と3つの同教会のチャペルがあった他方、ローマ・カトリックと福音主義の教会はそれぞれ一つを有すに過ぎない状態だったのである。また、セルビア正教会ではこの地をブダ教区としていた。センテンドレとその周囲の村々は中世以降ブルガール人も入植してきた。1690年、セルビア人教師等はセンテンドレはボルガリヤ（Bolgarija）とも一部に呼ばれている事を記録している。チプロフツィからの入植者が多かった為、チプロフツィ教会（Csiprovacska templom）と言うローマ・カトリック教会が建てられた。また、市内の地名には明らかにブルガール人の痕跡が残っている。
18世紀になりオスマン・トルコの支配から解放されると、センテンドレは中世と同じく、再びセルビア人やクロアチア人、スロバキア人、ドイツ人、ギリシャ人の入植が始まり、ハンガリー人の近辺に居住した。1720年のデータによると人口の88%が南スラヴ人（多くはセルビア人）であった。今日では街の教会や横道に残るバロック建築に当時の面影を見る事が出来る。

## 文化
センテンドレは20世紀前半の多くのハンガリー人の芸術家を輩出している。そして、多くの博物館や現代的な画廊が存在している。

### 美術館
- アンナ・マルギット - アーモス・イムレコレクション
- バルチャシ・イェネコレクション
- ゾーベル・ベーラ美術館
- フェレンツジ・カーロイ美術館
- クメティ・ヤーノシュ美術館
- コヴァークス・マルギットセラミックコレクション
- ヴァイダ・ラヨシュ美術館
- センテンドレ画廊
- 芸術家入植地画廊
- アートミル[3]

### 現代画廊

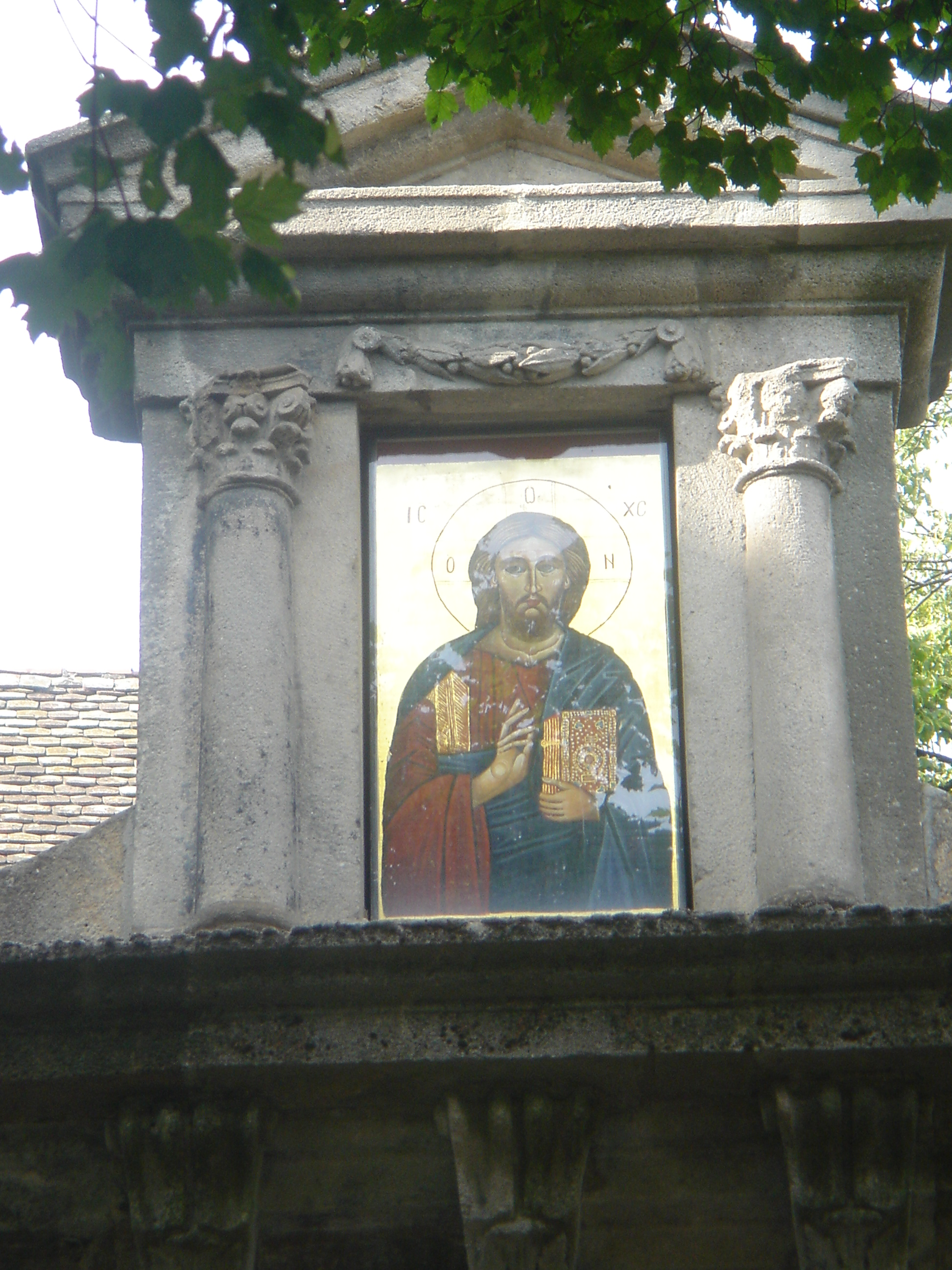
セルビア正教会の教会前にある陽に当たっているイエス・キリストのイコン

- アクチーヴ芸術画廊
- エルデース画廊
- ミューヘイ画廊
- パルメッタデザイン画廊
- アートユニオ画廊[4]
- ヴァイダ・ラヨシュスタジオ

## センテンドレ出身の人物
- ヤコヴ・イグンヤトヴィック - 19世紀の小説家
- ガヴリル・ステファノヴィック・ヴェンクロヴィック - 18世紀前半のセルビア人詩人、作家、啓蒙家。
- ヨヴァン・アヴァクモヴィック - 1748年センテンドレ生まれ。啓蒙時代、セルビア語で作品を残した詩人。
- エヴゲン・デュムカ
- ボズダ・イェレナ
- アヴァクム・アヴァクモヴィック
- シマ・イグンヤトヴィック
- パヴレ・ソフリック
- ベーラ・アパーチ・アブカロヴィックス - セルビア系ハンガリー人でセンテンドレに居住し生活していた。

## 人口
18世紀のセンテンドレはセルビア人が多数派を占めていたが、19世紀には一人っ子の増加により少数派に転落した。
セルビア人が少数派に転落するとドイツ人が増加した。その後、19世紀末には急速にハンガリー人が増加し、その結果他民族は少数派に転落した。そしてセルビア人やドイツ人にはハンガリー人による同化政策が取られた。2001年のセンテンドレは22,747人の住民を擁し、うち21,001人がハンガリー人、225人がドイツ人、100人がセルビア人となっている。

### 民族
- ハンガリー人 - 92.3%
- ドイツ人 - 1%
- スロバキア人 - 0.6%
- ロマ（ジプシー）人 - 0.5%
- セルビア人 - 0.4%
- その他 - 1%
- 無回答、不明 - 4.2%

今日、セルビア人、クロアチア人、ドイツ人、ポーランド人のグループが市内で活動している。

## ギャラリー

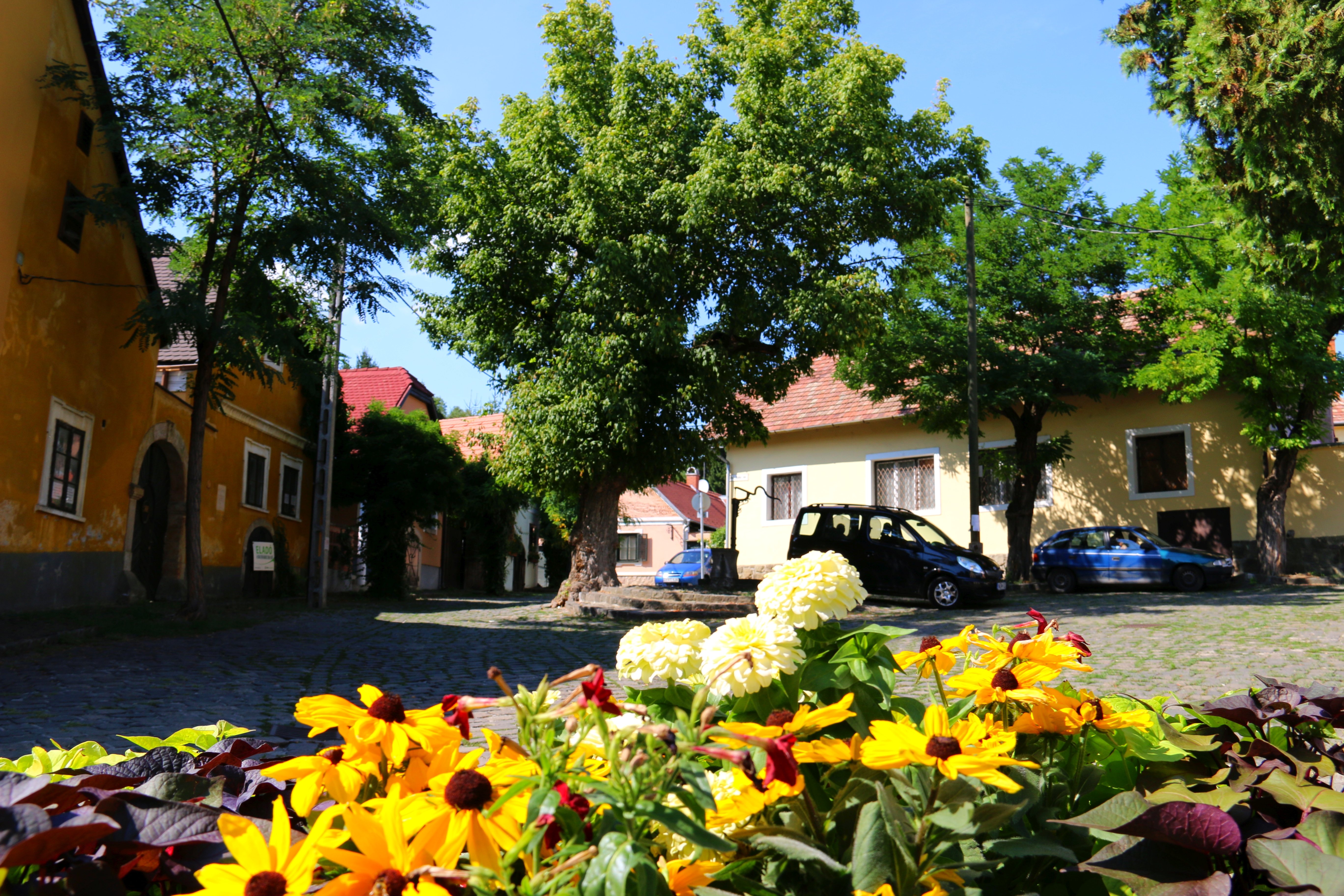
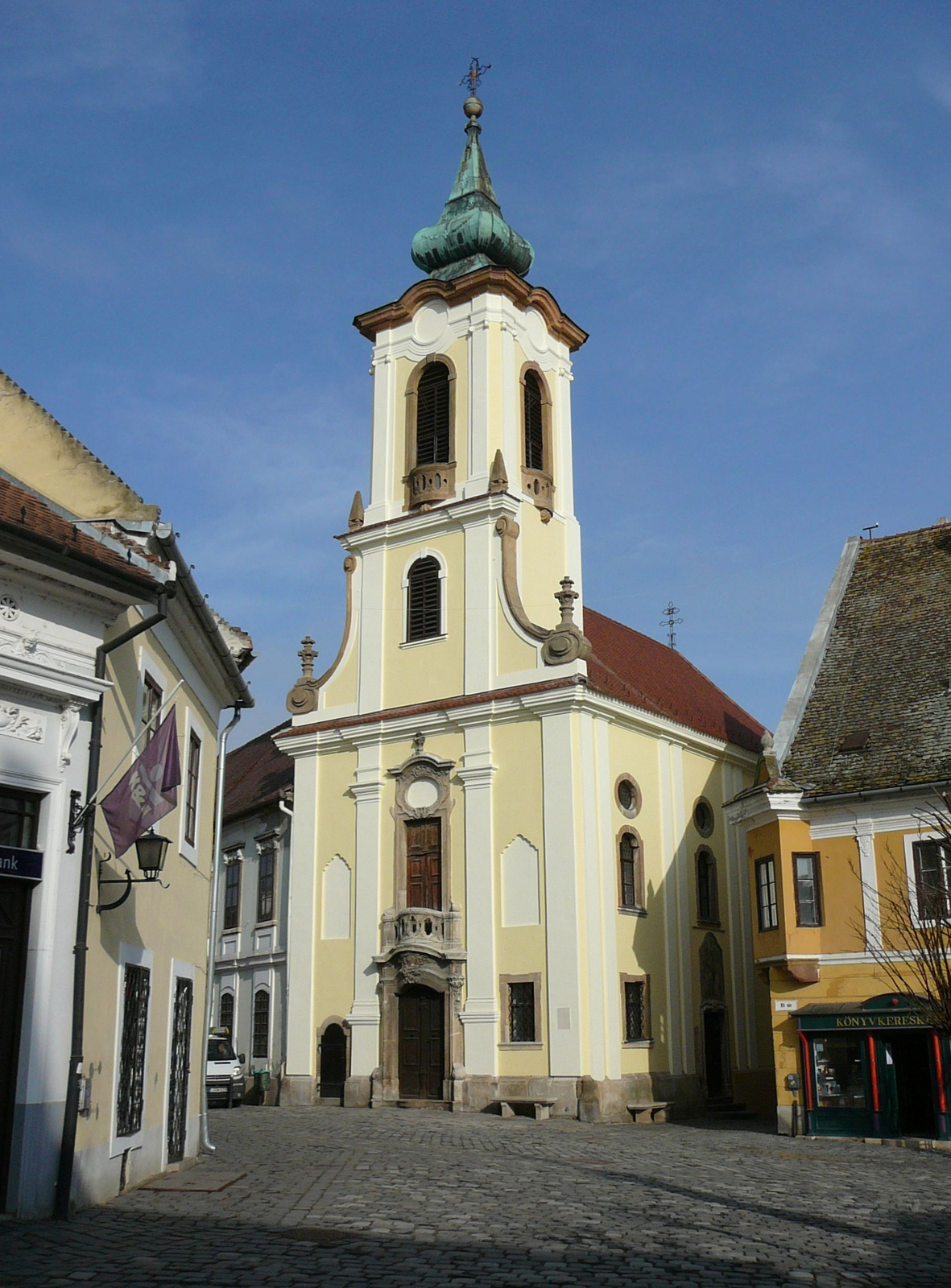
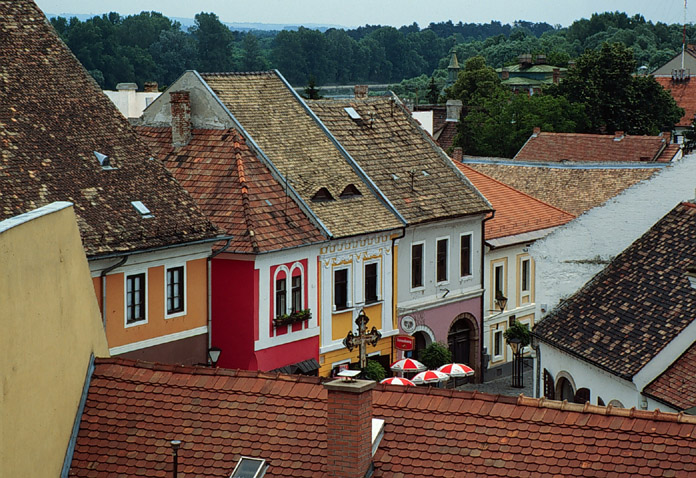
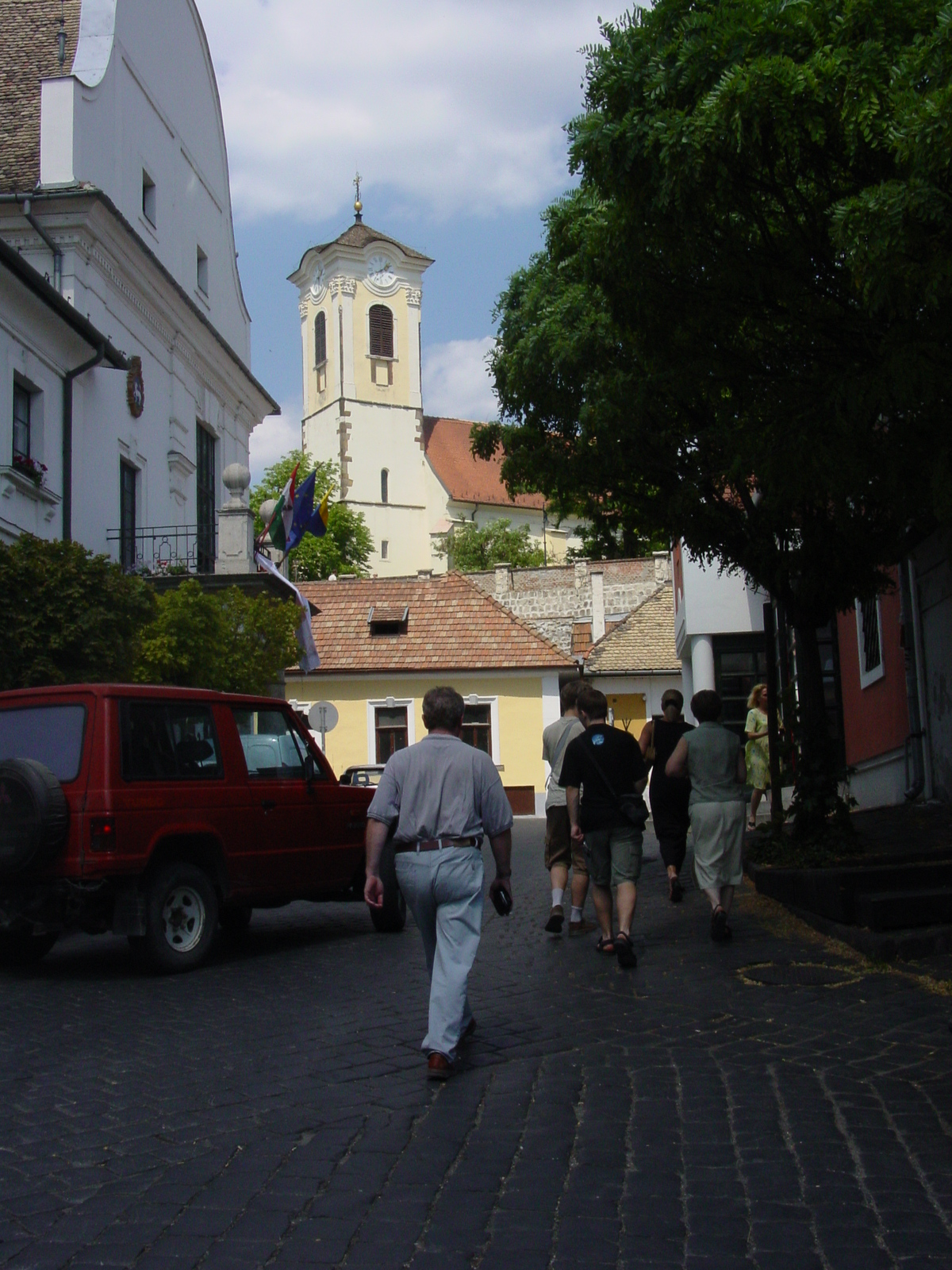
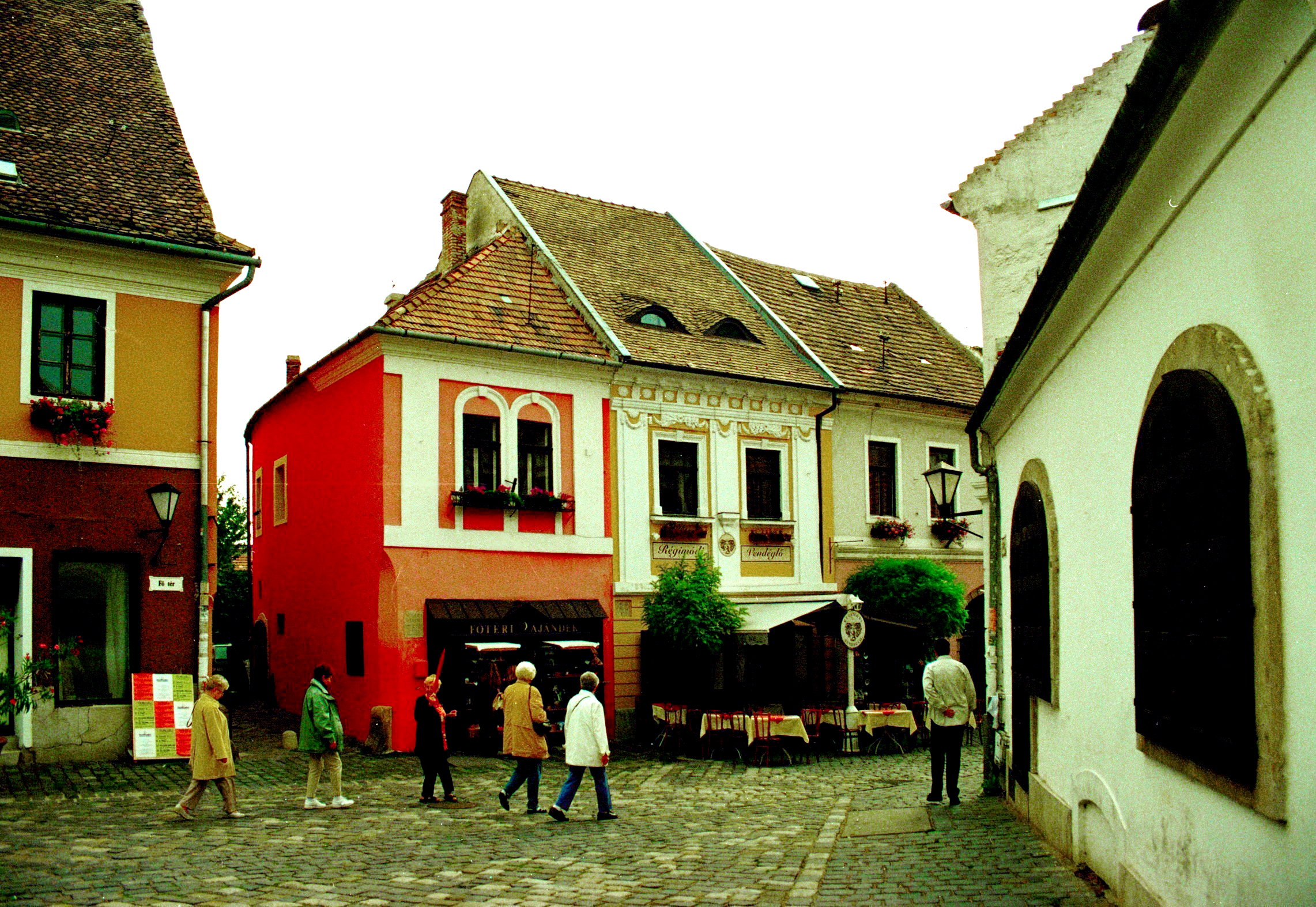
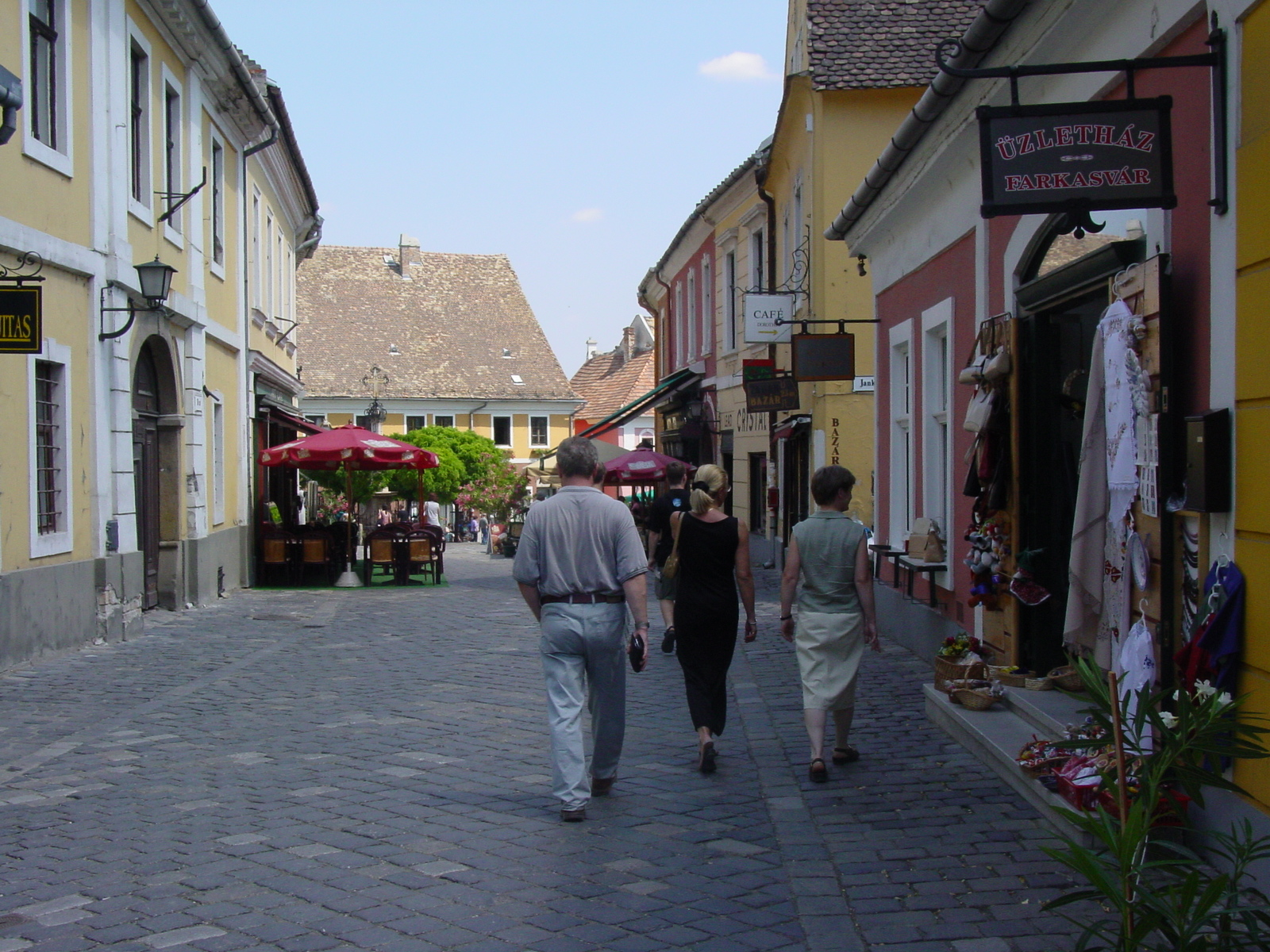
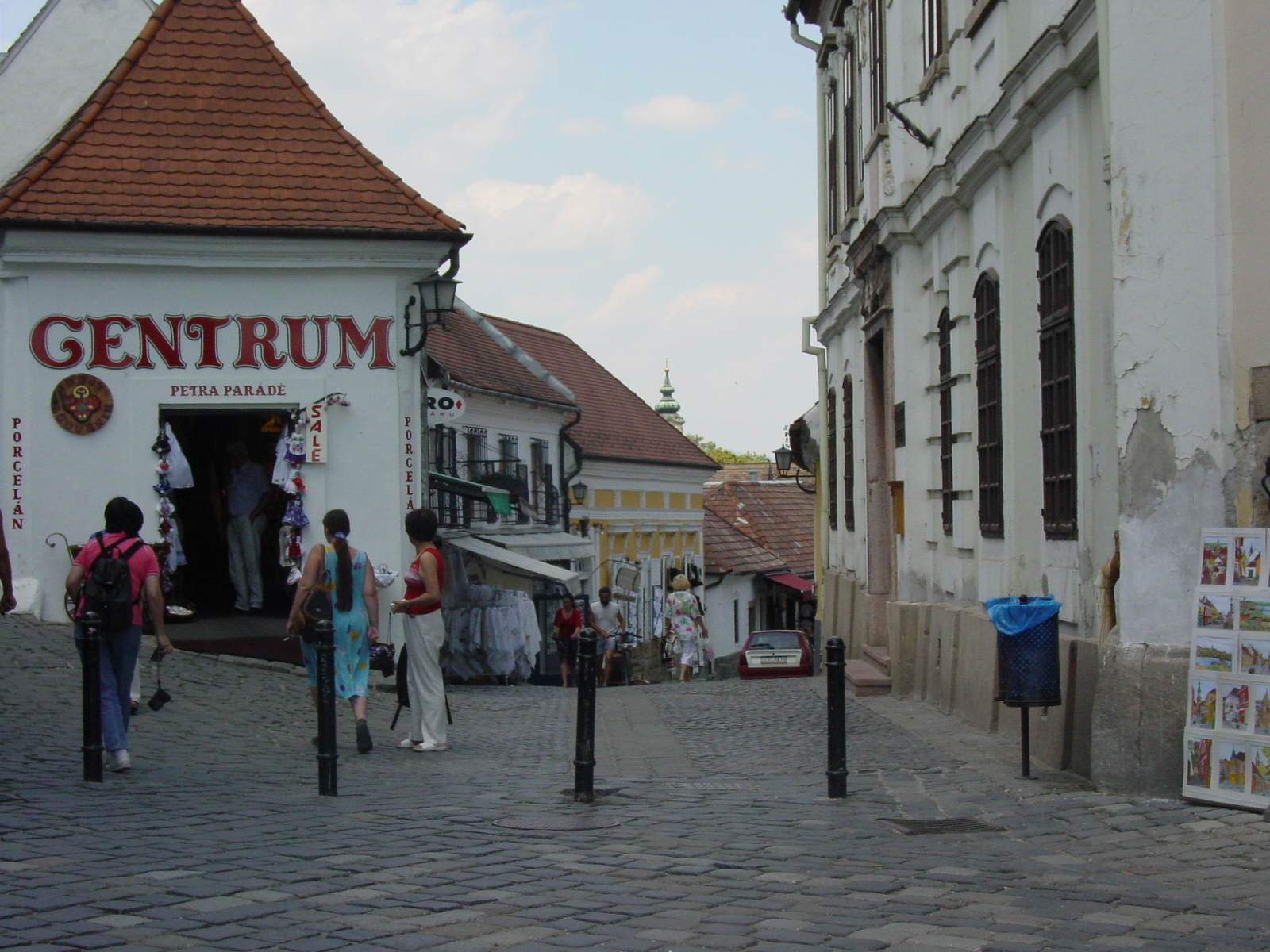
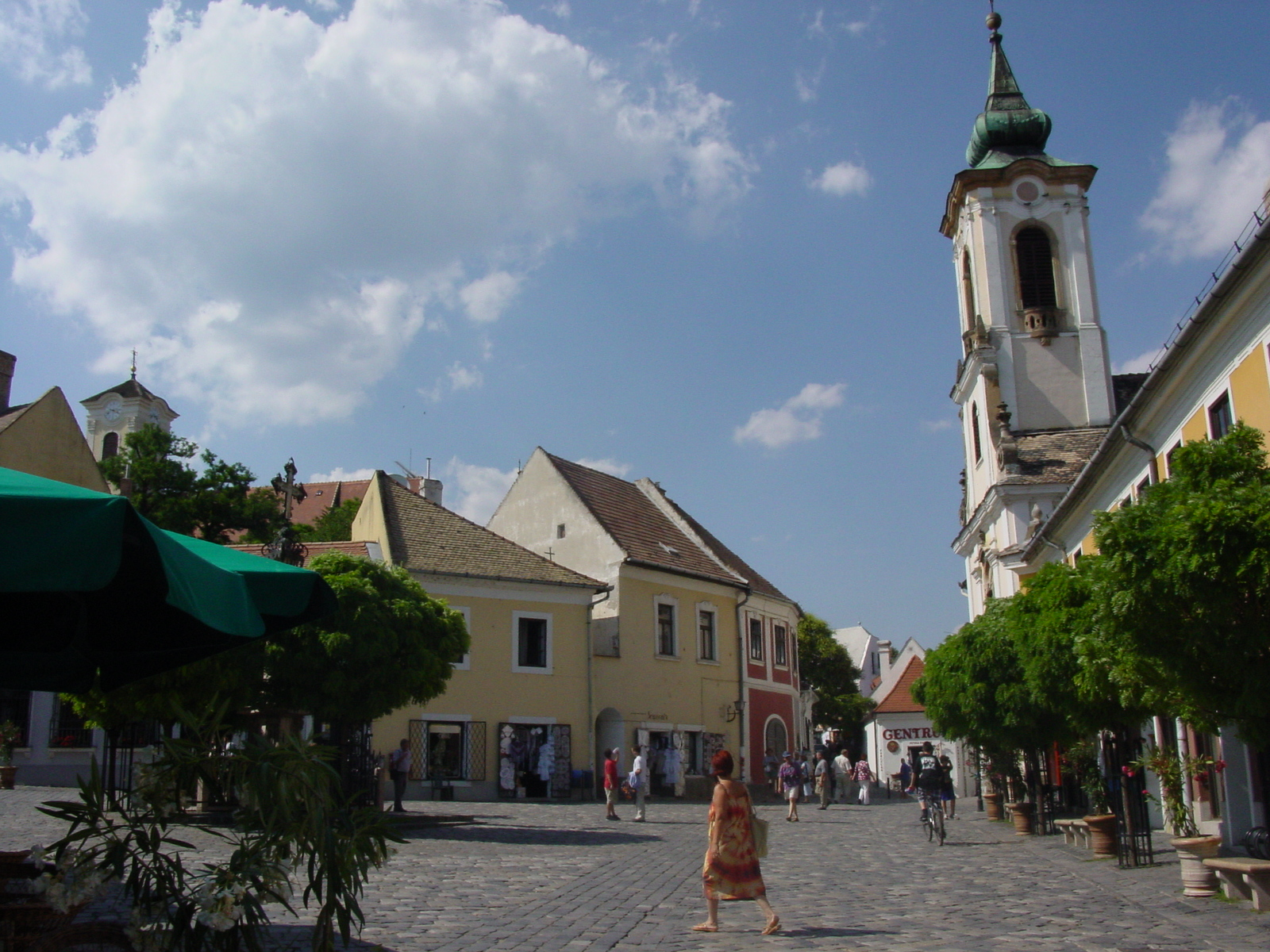
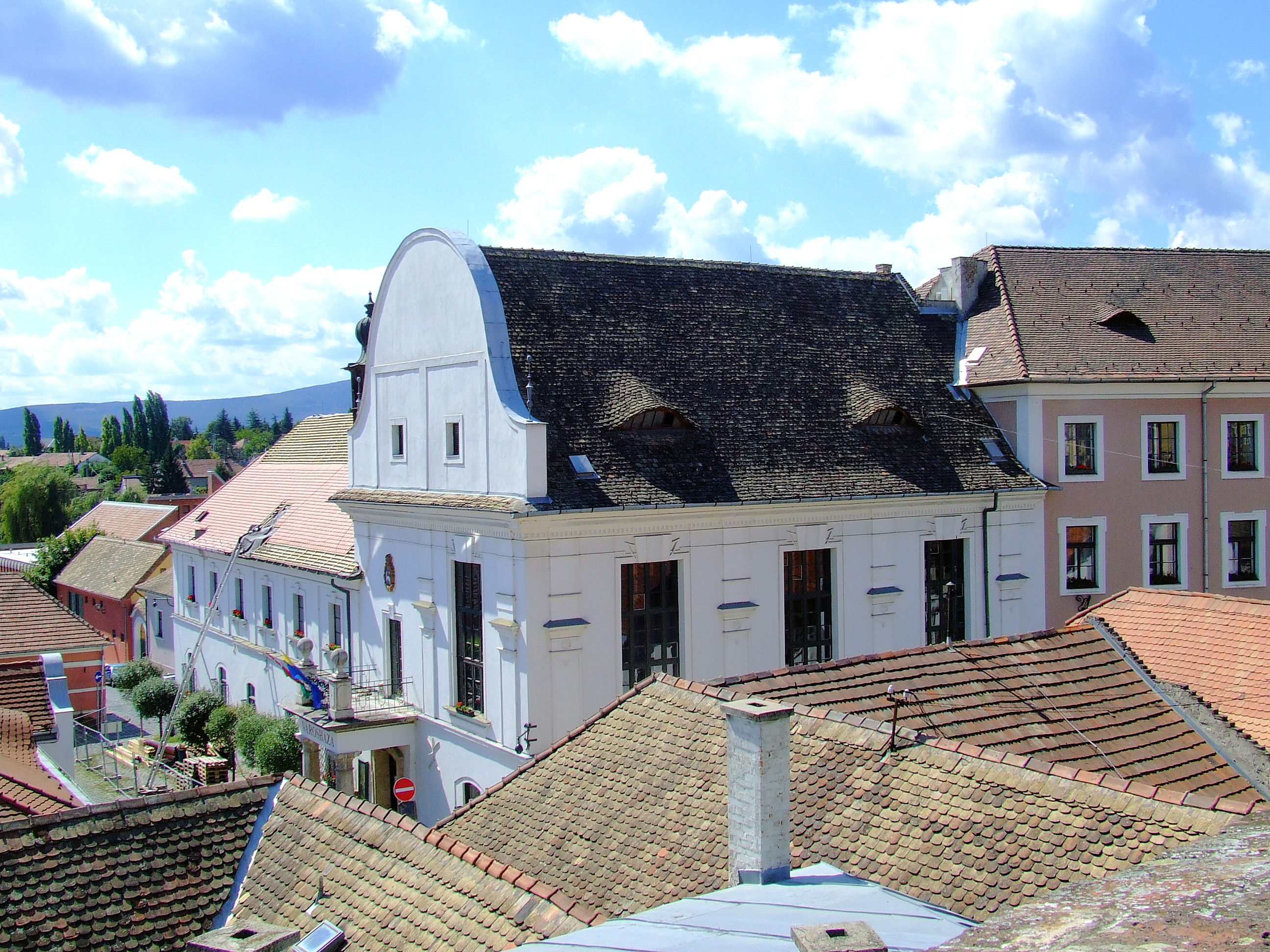
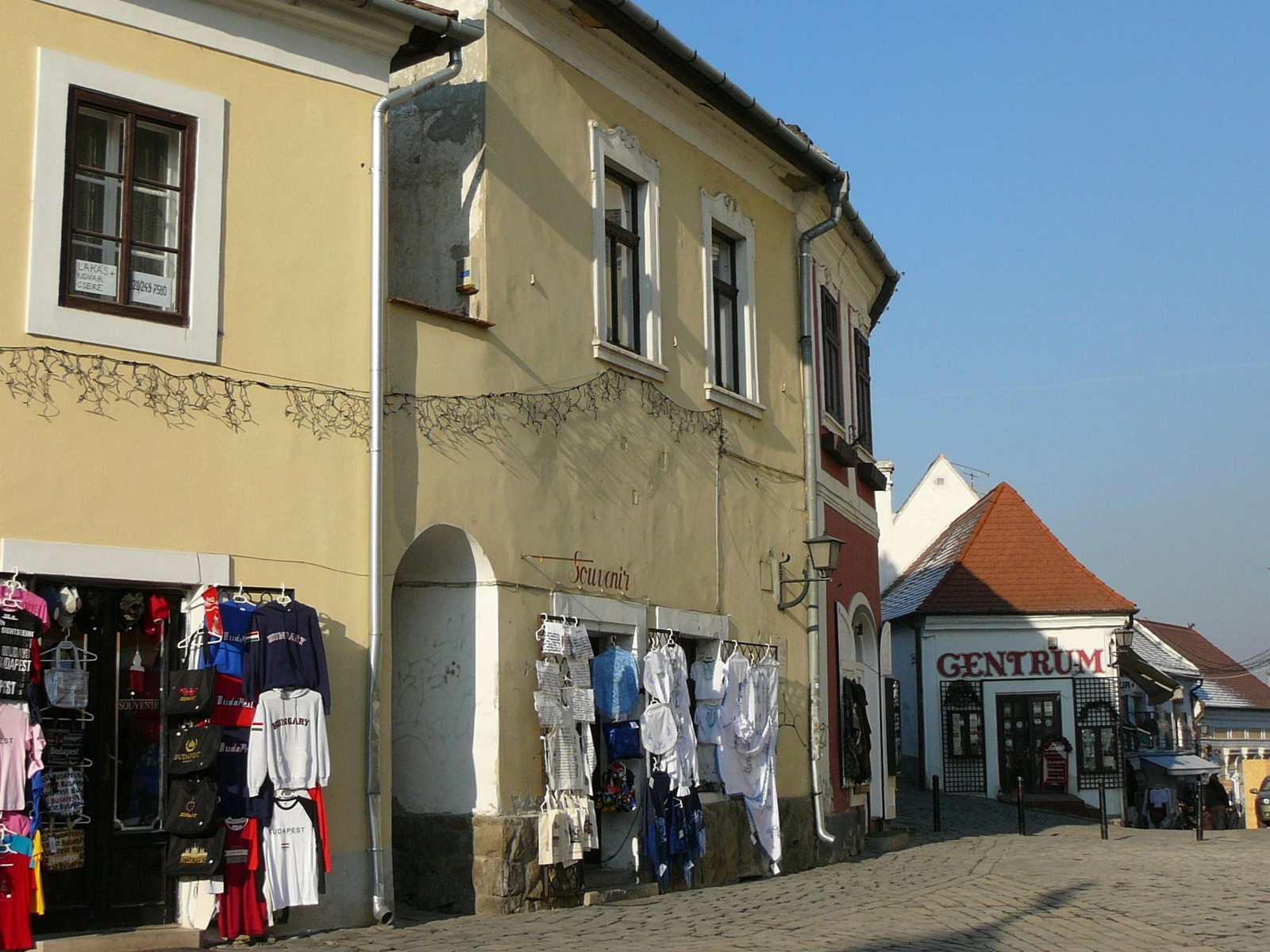
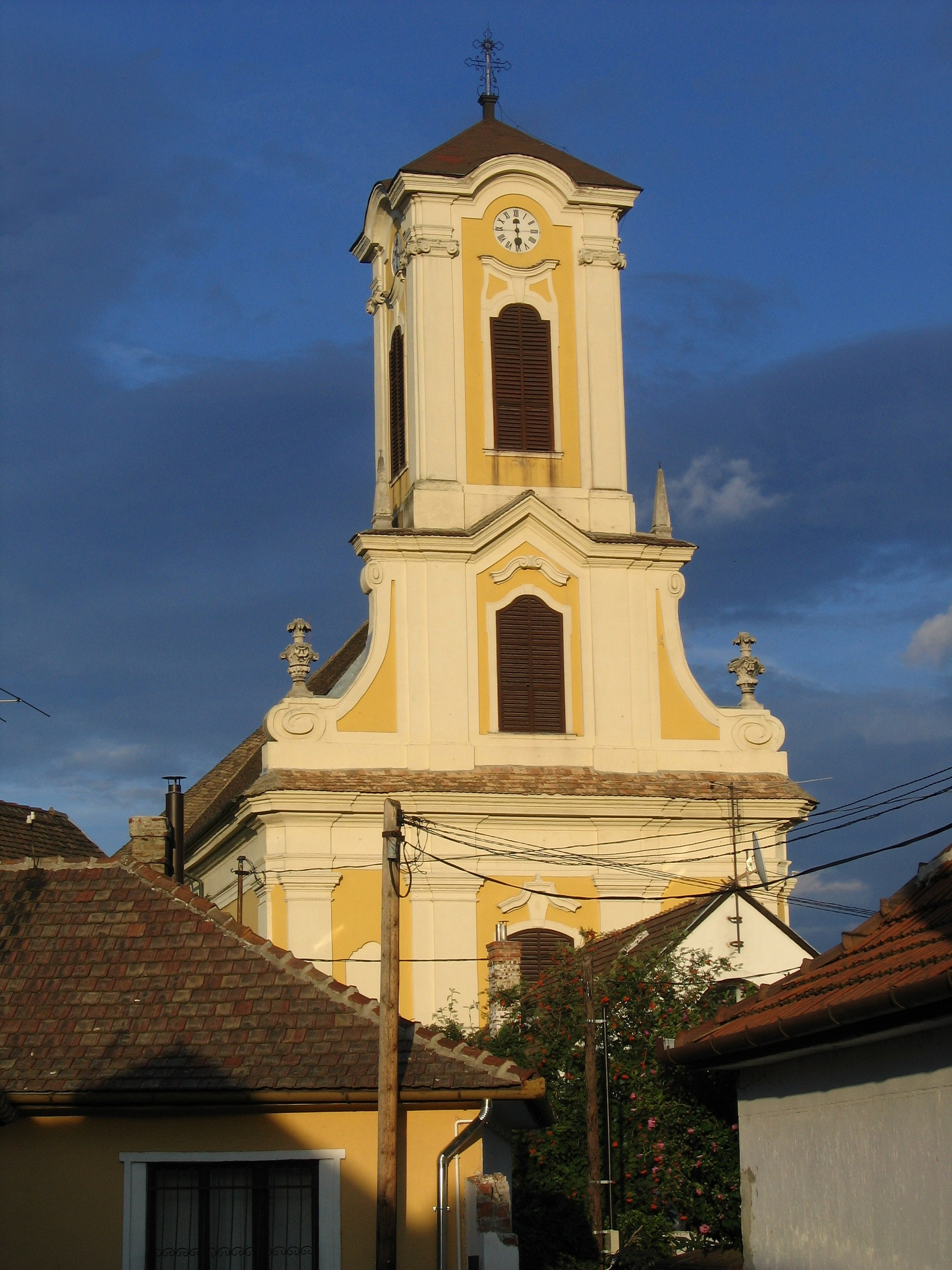

### 宗教
- ローマ・カトリック - 49.3%
- カルヴァン派 - 13.5%
- ルター派 - 2%
- ギリシャ正教会 - 1.4%
- 他のキリスト教派 - 1.2%
- 非キリスト教徒 - 0.3%
- 無神論者 - 16.9%
- 無回答、不明 - 15.4%

## 国際関係

### 姉妹都市
- ポーランド カリシュ[6]
- フィンランド ウーシカウプンキ